# 피나르 토프라크
피나르 토프라크(튀르키예어: Pinar Toprak, 1980년 3월 6일 ~ )는 터키계 미국인 영화 음악 작곡가이다. 버클리 음악 대학을 수석으로 졸업했으며 IFMCA상을 세 차례 수상했다. 대표적인 작품으로 캡틴 마블 (2019)이 있다.

## 내력
터키 이스탄불 출생으로 5세에 클래식음악을 공부하기 시작했다. 17세에 미국에 유학을가서 보스턴의 버클리 음악대학교에서 영화 음악 작곡 학사학위를 취득하고 22세에 캘리포니아 주립대학교 노스리지에서 음악 작곡 석사학위를 취득했다. 그후 헐리우드에서 한스 짐머 사단의 멤버가된뒤 영화 음악 작곡가로 활동중이다. 한스 짐머 사단의 대표작품인 캐리비안의 해적 시리즈 영화 음악의 오케스트라 편성을 담당하기도 하였다. 2020년도에 다큐멘터리 시리즈 'McMillions'의 음악을 작곡하여 에미상 후보로 올랐다. 

## 대표 작품들
- 캡틴 마블 (영화)
- 에너미 라인스 2: 악의 축
- 스카이 파이어
- 나인티-나인 나이츠 (XBox 비디오 게임)
- 포트나이트